# Zoropsis saba
Zoropsis saba är en spindelart som beskrevs av Thaler och van Harten 2006. Zoropsis saba ingår i släktet Zoropsis och familjen Zoropsidae. Inga underarter finns listade i Catalogue of Life.